# Loryniec (gromada)
Loryniec – dawna gromada, czyli najmniejsza jednostka podziału terytorialnego Polskiej Rzeczypospolitej Ludowej w latach 1954–1972.
Gromady, z gromadzkimi radami narodowymi (GRN) jako organami władzy najniższego stopnia na wsi, funkcjonowały od reformy reorganizującej administrację wiejską przeprowadzonej jesienią 1954 do momentu ich zniesienia z dniem 1 stycznia 1973, tym samym wypierając organizację gminną w latach 1954–1972.
Gromadę Loryniec z siedzibą GRN w Loryńcu utworzono – jako jedną z 8759 gromad na obszarze Polski – w powiecie kościerskim w woj. gdańskim na mocy uchwały nr 18/III/54 WRN w Gdańsku z dnia 5 października 1954. W skład jednostki weszły obszary dotychczasowych gromad Grzybowo, Juszki, Loryniec, Rotembark, Sycowa Huta, Wąglikowice i Wdzydze ze zniesionej gminy Kościerzyna w tymże powiecie. Dla gromady ustalono 15 członków gromadzkiej rady narodowej.
1 stycznia 1958 do gromady Loryniec włączono miejscowości Schodno i Belfort zniesionej gromady Kalisz w tymże powiecie.
1 stycznia 1962 z gromady Loryniec wyłączono miejscowości Rotenbark, Szarlota, Kępa i Rybaki, włączając je do nowo utworzonej gromady Kościerzyna w tymże powiecie.
Gromadę Loryniec zniesiono pomiędzy 1962 a 1965 rokiem.